# Arda
För andra betydelser, se Arda (olika betydelser).

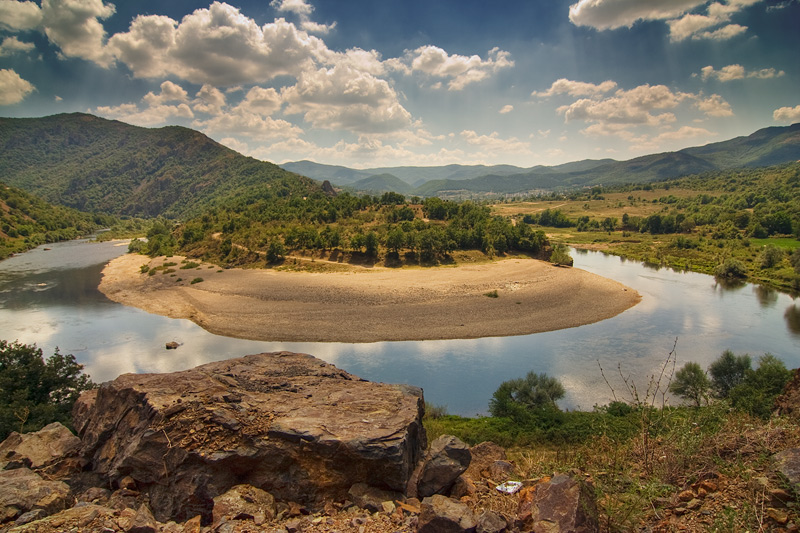
Arda

Arda (bulgariska: Арда; grekiska: Αρδας, Ardas) är en flod vars källa ligger i Rodopibergen i Bulgarien nära staden Smoljan och som rinner 290 kilometer österut förbi Kărdzjali och Ivajlovgrad och genom Grekland i den norra delen av Evros inklusive Kastaniés. Den förenas med Maritsa strax väster om Edirne i Turkiet. Tre dammar har anlagts vid den del av floden som flyter i Bulgarien.